# أنوب كومار
أنوب كومار (بالبنغالية: অনুপ কুমার)‏ هو ممثل هندي (وحمل سابقاً جنسية الراج البريطاني)، ولد في 9 يناير 1926 في الهند، وتوفي بنفس المكان في 20 سبتمبر 1998.

## وصلات خارجية
- أنوب كومار على موقع IMDb (الإنجليزية)
- أنوب كومار على موقع قاعدة بيانات الفيلم (الإنجليزية)